# Laurent Aublin
Laurent Aublin, né le 14 mai 1949 à Chauny et mort le 9 juillet 2009 à Lorient, est un diplomate français, ministre plénipotentiaire, ambassadeur de France.

## Biographie
Licencié en droit, diplômé de l'Institut d'études politiques de Paris et ancien élève de l'École nationale d'administration (promotion Léon-Blum), il commence sa carrière diplomatique en 1975 en Indonésie avant de rejoindre l'ambassade de France en Italie de 1978 à 1981. Il entre ensuite au service de Louis Mermaz à l'Assemblée nationale (1981-1984), avant de rejoindre le service de presse du ministère des Affaires étrangères où il travaille jusqu'en 1987.
À l'ambassade de France aux États-Unis ensuite, d'abord en tant que premier conseiller (1987-1992), puis en tant que chef du service de presse et d'information, il développe la publication France magazine (en) et les multiples relations de la France avec la presse américaine.
De 1992 à 1996, il remplit les fonctions de consul général de France à Hong Kong, où il crée avec l’Alliance française de Hong Kong le festival français du French May (en), qui a lieu chaque année en mai depuis 1993. 
De 1996 à 1999, il est en poste à l'administration centrale du ministère à Paris.
Nommé ambassadeur de France au Venezuela en août 1999, Laurent Aublin quitte Caracas en décembre 2002 pour être nommé ambassadeur de France en Thaïlande où il crée le festival culturel franco-thaï La Fête. Il est en poste au moment du tremblement de terre du 26 décembre 2004 et du tsunami en Thaïlande.
Atteint de sclérose latérale amyotrophique, Laurent Aublin rentre à Paris en juin 2007 avant d'être nommé conseiller diplomatique du Gouvernement.